# 湖西街道 (沈阳市)
湖西街道，是中华人民共和国辽宁省沈阳市苏家屯区下辖的一个乡镇级行政单位。

## 行政区划
湖西街道下辖以下地区：
林校社区、育林社区、大格社区、金山社区、电业社区、金宝花园社区、葵花社区和浑南社区。